# Вероника столбиконосная
Веро́ника столбиконо́сная (лат. Veronica stylophora) — однолетнее травянистое растение, вид рода Вероника (Veronica) семейства Подорожниковые (Plantaginaceae).

## Распространение и экология
Узбекистан: главным образом окрестности Самарканда и Голодная степь; Таджикистан: Туркестанский хребет, окрестности Душанбе.
Произрастает на глинистых склонах.

## Ботаническое описание
Растения высотой 5—10 (до 15) см, от основания сильно ветвистые, густо и коротко опушённые.
Стеблевые листья немногочисленные, ланцетные или продолговатые, по краю расставленно-зубчатые, на коротких черешках, почти сидячие или сидячие, почти голые; прицветные — линейные, равны или короче цветоножек.
Цветоножки несколько длиннее чашечки, при плодах удлиняющиеся, отклонённые или дуговидно вниз изогнутые; доли чашечки в числе четырёх, сросшиеся у самого основания, продолговато-ланцетные или линейно-ланцетные, длиной 3—4 мм, заострённые, коротко и рыхло щетинисто-волосистые, с одной мало заметной, реже с тремя жилками. Венчик бледно-голубой или беловатый, диаметром 6—7 (дл 10) мм.
Коробочка длиной и шириной 3—4 мм, густо волосистая, часто железистая, с широкой выемкой, с расходящимися под прямым углом продолговато-яйцевидными лопастями. Семена длиной около 1,5 мм, шириной 0,5 мм, продолговатые, лодочковидные, со спинки поперечно морщинистые.
Цветёт в апреле — мае. Плодоносит в мае.

## Таксономия
Вид Вероника столбиконосная входит в род Вероника (Veronica) семейства Подорожниковые (Plantaginaceae) порядка Ясноткоцветные (Lamiales).
|  |                                      |  |                                                             |                                                             |                          |  | ещё 21 семейство (согласно Системе APG II) | ещё 21 семейство (согласно Системе APG II) |                             |  |  |  | ещё от 300 до 500 видов |
|  |                                      |  |                                                             |                                                             |                          |  | ещё 21 семейство (согласно Системе APG II) | ещё 21 семейство (согласно Системе APG II) |                             |  |  |  | ещё от 300 до 500 видов |
|  |                                      |  |                                                             | порядок Ясноткоцветные                                      |                          |  |                                            |                                            | род Вероника                |  |  |  |                         |
|  |                                      |  |                                                             | порядок Ясноткоцветные                                      |                          |  |                                            |                                            | род Вероника                |  |  |  |                         |
|  | отдел Цветковые, или Покрытосеменные |  |                                                             |                                                             | семейство Подорожниковые |  |                                            |                                            | вид Вероника столбиконосная |  |  |  |                         |
|  | отдел Цветковые, или Покрытосеменные |  |                                                             |                                                             | семейство Подорожниковые |  |                                            |                                            |                             |  |  |  |                         |
|  |                                      |  | ещё 44 порядка цветковых растений (согласно Системе APG II) | ещё 44 порядка цветковых растений (согласно Системе APG II) |                          |  |                                            | ещё 90 родов                               | ещё 90 родов                |  |  |  |                         |
|  |                                      |  |                                                             | ещё 44 порядка цветковых растений (согласно Системе APG II) |                          |  |                                            |                                            | ещё 90 родов                |  |  |  |                         |